# Taksonomia UE
Taksonomia UE, unijna taksonomia działalności zrównoważonej środowiskowo, nazywana również „zieloną taksonomią”, to system klasyfikacji opracowany w celu wyjaśnienia, które działania gospodarcze są zrównoważone pod względem środowiskowym w kontekście Europejskiego Zielonego Ładu. Deklarowanym celem taksonomii jest zapobieganie greenwashingowi i pomoc inwestorom w podejmowaniu świadomych, zrównoważonych decyzji inwestycyjnych. 
Taksonomia obejmuje działania przyczyniające się do osiągnięcia sześciu celów środowiskowych: 
- łagodzenie zmian klimatu,
- adaptacja do zmian klimatu,
- przejście na gospodarkę o obiegu zamkniętym,
- zapobieganie zanieczyszczeniu i jego kontrola,
- zrównoważone wykorzystanie i ochrona zasobów wodnych i morskich oraz
- ochrona i odbudowa różnorodności biologicznej i ekosystemów.

Rozporządzenie UE w sprawie taksonomii zostało oficjalnie opublikowane przez UE 22 czerwca 2020 r. po zatwierdzeniu przez Parlament Europejski 18 czerwca 2020 r. i weszło w życie 12 lipca 2020 r.. Wielka Brytania pracuje nad własną, odrębną taksonomią.

## Zastosowanie dla banków
Europejski Urząd Nadzoru Bankowego (EBA) w marcu 2021 zaproponował nałożenie na banki obowiązku ujawniania „wskaźnika aktywów zielonych” i innych kluczowych wskaźników efektywności (KPI), co ma obowiązywać od 2024 roku. Ujawnienia taksonomii banków zostały zintegrowane z wymogami ujawniania informacji w ramach „Filaru 3”. Banki będą musiały również ujawniać wskaźniki efektywności energetycznej w swoich portfelach kredytów hipotecznych .
Według wczesnych szacunków średni wskaźnik aktywów ekologicznych banków w UE wyniósł 2,23%.